# Estniska vetenskapsakademien
Estniska vetenskapsakademien, estniska: Eesti Teaduste Akadeemia, är Estlands nationella vetenskapsakademi, med högkvarter i Tallinn. Akademien är en oberoende grupp av etablerade akademiska forskare vars mål är att främja forskning och utveckling, uppmuntra internationellt samarbete inom vetenskaperna, samt kommunicera vetenskaplig information till allmänheten. Akademien hade 77 medlemmar och 20 utländska medlemmar i mars 2017, och ledamöterna har rätt att bära den estniska akademiska titeln akadeemik. Ordförande är sedan 2014 matematikern Tarmo Soomere.

## Avdelningar
Akademien indelas i fyra avdelningar:
- Avdelningen för astronomi och fysik (estniska: Astronoomia ja füüsika osakond)
- Avdelningen för datavetenskap och ingenjörsvetenskap (Informaatika ja tehnikateaduste osakond)
- Avdelningen för biologi, geologi och kemi (Bioloogia, geoloogia ja keemia osakond)
- Avdelningen för humaniora och samhällsvetenskaper (Humanitaar- ja sotsiaalteaduste osakond)

## Historia
Akademin grundades 1938 som ett akademiskt sällskap. När Estland ockuperades av Sovjetunionen upplöstes akademin formellt 17 juli 1940. I juni 1945 återorganiserades den som Estniska SSR:s vetenskapsakademi (Eesti NSV Teaduste Akadeemia). Under sovjettiden bestod akademin av ett centralt bibliotek och fyra avdelningar med 15 forskningsinstitutioner samt andra vetenskapliga sällskap och museer. Kort före Estlands självständighet, i april 1989, återfick akademin sitt ursprungliga namn, Eesti Teaduste Akadeemia, och omorganiserades i sin nuvarande form.

## Ordförandelängd

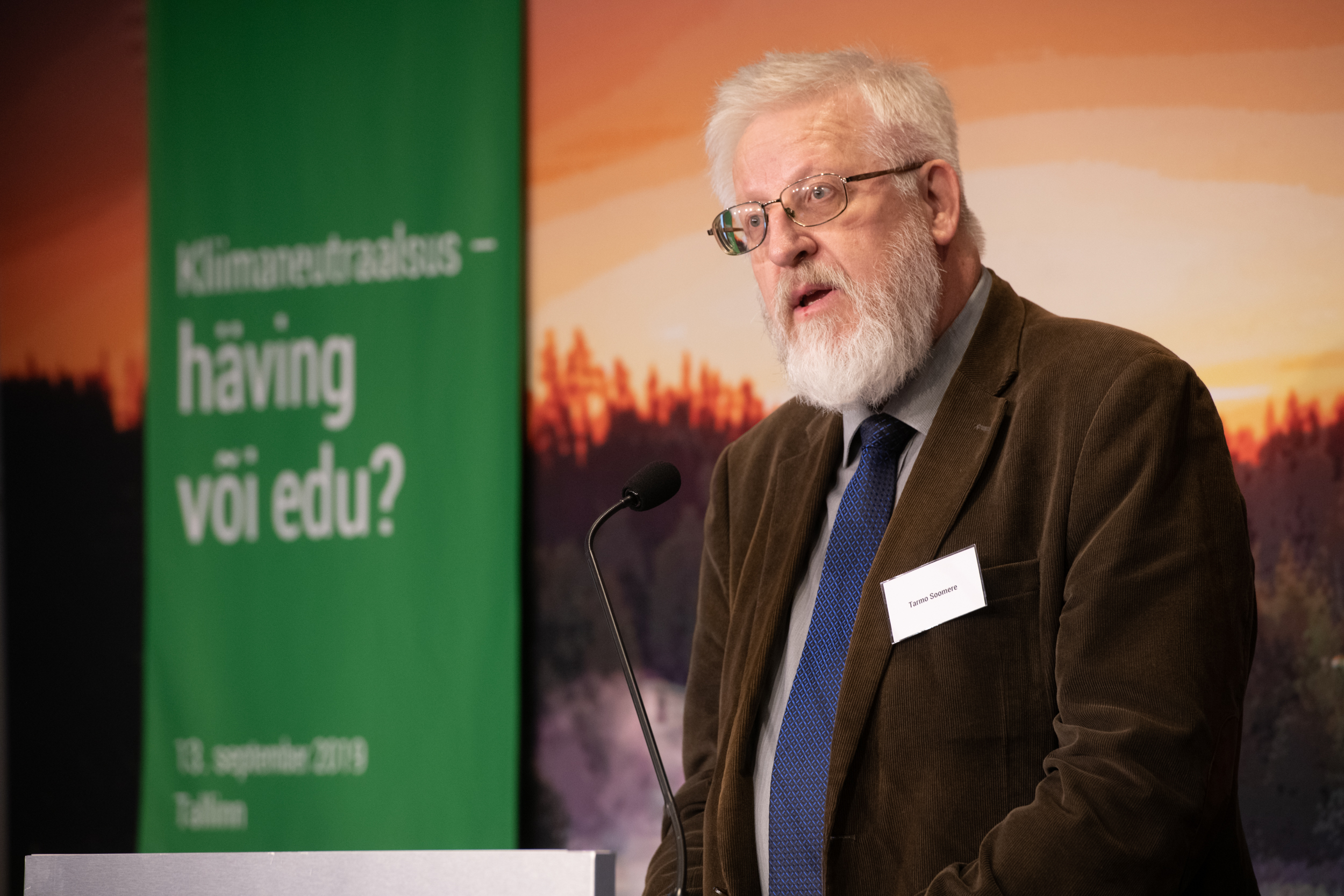
Ordförande Tarmo Soomere talar på en konferens om klimatneutralitet, 2019.

- 1946–1950 Hans Kruus
- 1950–1968 Johan Eichfeld
- 1968–1973 Arnold Veimer
- 1973–1990 Karl Rebane
- 1990–1994 Arno Köörna
- 1994–2004 Jüri Engelbrecht
- 2004–2014 Richard Villems
- sedan 2014 Tarmo Soomere